# Hervé de Luze
Pour les articles homonymes, voir Luze (homonymie).
Hervé de Luze est un monteur français, né en 1949.
Récompensé trois fois aux Césars (9 nominations) et nommé à l'Oscar du meilleur montage pour son travail sur Le Pianiste, il a travaillé comme monteur sur la plupart des films de Roman Polanski (depuis Tess en 1979), de Claude Berri (dont Tchao Pantin, Manon des sources et Germinal), mais également d'Alain Resnais (On connaît la chanson, Pas sur la bouche, Cœurs).
Il a également monté le dernier film de Maurice Pialat (Le Garçu) et a aussi collaboré avec de jeunes cinéastes tels que Arnaud Desplechin (Esther Kahn), Bruno Podalydès (Liberté-Oléron, Le Mystère de la chambre jaune). Il a également travaillé sur plusieurs comédies à succès telles que Le Goût des autres, Astérix et Obélix contre César ou Deux Heures moins le quart avant Jésus-Christ.

## Biographie
Hervé de Luze est né en 1949 d'un père travaillant dans la distribution et la programmation chez Gaumont. Ce père, pourtant pas du tout cinéphile, lui permet de bénéficier d'une carte pour aller au cinéma gratuitement. Habitant tout près des Champs Élysées, il passe tout son temps dans les salles de cinéma.
Sa sœur travaille à la Cinémathèque française, à la photothèque, avec Henri Langlois, le fameux créateur de la cinémathèque. Il va ainsi rencontrer l'homme qui va le marquer à vie : « La méthode Langlois, c’était du montage. Ses cours, ça n'était que des montages ! ».
Finalement, il rentre chez Gaumont pour réaliser des sujets d'actualité. Puis il devient illustrateur sonore et monteur son. Et, de fil en aiguille, monteur image.
C'est le Tess de Polanski, sorti en 1979, qui le propulse dans le cinéma : il en devient le monteur après avoir repris le montage américain de l'expérimenté Sam O'Steen, qu'il juge « trop polar ».

## Filmographie
- 1971 : La Ville bidon ou La Décharge de Jacques Baratier
- 1977 : Pourquoi ? d'Anouk Bernard
- 1977 : Jeune Proie pour mauvais garçons de Norbert Terry
- 1978 : Et... Dieu créa les hommes de Jean-Étienne Siry
- 1978 : Nature Morte de Jacques Richard
- 1979 : Frankenstein (Pfalz) de Jacques Richard
- 1979 : La Maison qui pleure de Jacques Robiolles
- 1979 : Tess de Roman Polanski
- 1980 : Éclipse sur un ancien chemin vers Compostelle de Bernard Férié
- 1981 : La Forêt désenchantée de Jacques Robiolles
- 1981 : Le Maître d'école de Claude Berri
- 1982 : Deux Heures moins le quart avant Jésus-Christ de Jean Yanne
- 1983 : Tchao Pantin de Claude Berri
- 1986 : Pirates de Roman Polanski
- 1986 : Jean de Florette de Claude Berri
- 1986 : Manon des sources de Claude Berri
- 1987 : Jeux d'artifices de Virginie Thévenet
- 1988 : Le Complot (To Kill a Priest) d'Agnieszka Holland
- 1990 : Uranus de Claude Berri
- 1991 : Langlois monumental de Jacques Richard
- 1992 : La Cité de la joie (City of Joy) de Roland Joffé
- 1992 : Lunes de fiel (Bitter Moon) de Roman Polanski
- 1993 : Germinal de Claude Berri
- 1994 : La Jeune Fille et la Mort (Death and the Maiden) de Roman Polanski
- 1995 : Le Garçu de Maurice Pialat
- 1997 : Lucie Aubrac de Claude Berri
- 1997 : Autre chose à foutre qu'aimer de Carole Giacobbi
- 1997 : On connaît la chanson d'Alain Resnais
- 1998 : Zonzon de Laurent Bouhnik
- 1998 : Baby Blues de Stéphane Lévy, court métrage
- 1999 : Astérix et Obélix contre César de Claude Zidi
- 1999 : La Neuvième Porte (The Ninth Gate) de Roman Polanski
- 1999 : La Débandade de Claude Berri
- 2000 : Le Goût des autres d'Agnès Jaoui
- 2000 : Esther Kahn d'Arnaud Desplechin
- 2001 : Liberté-Oléron de Bruno Podalydès
- 2002 : Le Pianiste (The Pianist) de Roman Polanski
- 2002 : 24 heures de la vie d'une femme de Laurent Bouhnik
- 2003 : Corps à corps de François Hanss
- 2003 : Le Mystère de la chambre jaune de Bruno Podalydès
- 2003 : Pas sur la bouche d'Alain Resnais
- 2004 : Bienvenue en Suisse de Léa Fazer
- 2004 : Les Sœurs fâchées de Léa Fazer
- 2005 : Oliver Twist de Roman Polanski
- 2006 : Cœurs d'Alain Resnais
- 2007 : Ne le dis à personne de Guillaume Canet
- 2007 : L'invité de Laurent Bouhnik
- 2007 : Whatever Lola Wants de Nabil Ayouch
- 2009 : Little New York (Staten Island) de James DeMonaco
- 2010 : Les Herbes folles d'Alain Resnais
- 2010 : The Ghost Writer de Roman Polanski
- 2011 : Carnage de Roman Polanski
- 2011 : Impardonnables d'André Téchiné
- 2011 : Vous n'avez encore rien vu d'Alain Resnais
- 2013 : Syngué sabour. Pierre de patience de Atiq Rahimi
- 2013 : Blood Ties de Guillaume Canet
- 2014 : Aimer, boire et chanter d'Alain Resnais
- 2014 : Le Père Noël d'Alexandre Coffre
- 2015 : Kickback de Franck Phelizon
- 2018 : A Day Like a Week de Kader Ayd
- 2019 : Nous finirons ensemble de Guillaume Canet
- 2019 : J'accuse de Roman Polanski
- 2019 : Notre-Dame du Nil de Atiq Rahimi
- 2021 : 8 Rue de l'Humanité de Dany Boon
- 2023 : The Palace de Roman Polanski
- 2024 : Sous le vent des Marquises de Pierre Godeau

## Publication
- Alain Resnais, les coulisses de la création - Entretiens avec ses proches collaborateurs, de François Thomas, Armand Colin, 2016

## Distinctions

### Récompenses
- César 1998 : César du meilleur montage pour On connaît la chanson
- Aigles (Pologne) 2002 : Aigle du meilleur montage pour Le Pianiste
- César 2007 : César du meilleur montage pour Ne le dis à personne
- César 2011 : César du meilleur montage pour The Ghost Writer

### Nominations
- César 1994 : César du meilleur montage pour Germinal
- César 2001 : César du meilleur montage pour Le Goût des autres
- César 2003 : César du meilleur montage pour Le Pianiste
- Oscars 2003 : Oscar du meilleur montage pour Le Pianiste
- César 2004 : César du meilleur montage pour Pas sur la bouche
- César 2007 : César du meilleur montage pour Cœurs
- César 2010 : César du meilleur montage pour Les Herbes folles
- César 2020 : nomination pour le César du meilleur montage pour J'accuse

### Décorations
- Chevalier de l'ordre national du Mérite[Quand ?][réf. nécessaire]
- Chevalier de la Légion d'honneur le 14 avril 2017[2]